# Administration des Nations unies pour le secours et la reconstruction
 (juillet 2017).
L'Administration des Nations unies pour le secours et la reconstruction (en anglais: United Nations Relief and Rehabilitation Administration ou UNRRA) est un organisme chargé d'entreprendre la reconstruction de l'Europe à la fin de la Seconde Guerre mondiale. L'UNRRA, qui était largement financée et soutenue par les États-Unis d'Amérique et dont le siège était à Washington, avait pour objectifs de « planifier, coordonner et porter secours ou gérer les secours portés aux victimes du conflit, dans toutes les zones sous le contrôle des Nations unies, grâce à la fourniture d'aide alimentaire, de carburants, de vêtements, d'abris et autres produits de première nécessité, des soins médicaux et autres services essentiels ; et de faciliter, dans ces dites zones, autant que nécessaire, l'approvisionnement et le transport de ces produits et l'offre de ces services. ». Le bureau européen de l'UNRRA était implanté à Londres. Le nombre total d'employés de tous grades a été de 25 000 personnes. 
Cet organisme a consacré à sa mission de secours et de reconstruction plus d'un milliard de dollars et fourni aux populations sinistrées (c'est-à-dire celles ayant été touchées par la catastrophe de la guerre) plus de 20 millions de tonnes de produits de première nécessité (nourriture, vêtements, médicaments...) ; les seuls États-Unis prenant à leur charge les deux tiers du coût de cette aide d'urgence. L'implication américaine dans l'UNRRA a été considérée comme une contrepartie à la « trahison » qu'aurait constituée l'isolationnisme de la doctrine Monroe. L'UNRRA a également joué un rôle important pour aider les personnes déplacées à retourner dans leurs pays d'origine. 
Après la cessation de ses activités, ses fonctions furent partagées entre diverses agences des Nations-Unies, telles que l'Organisation internationale pour les réfugiés, et l'Organisation mondiale de la santé. Au niveau strictement économique, elle est remplacée par le plan Marshall en 1948.

## Création
Dès le début de la Seconde Guerre mondiale, l'attention des pays alliés se porte sur les populations civiles des pays occupés par l’Allemagne nazie :  
- En Grande-Bretagne est créé dès septembre 1941 le Comité interallié sur les besoins d'après-guerre en matière de ravitaillement, ou « Comité Leith-Ross », du nom de son dirigeant, Sir Frederick William Leith-Ross[4]. Chaque pays devait ainsi lister les besoins en ravitaillement de sa population, et le Comité devait coordonner les estimations et faire des propositions. Il fut dissous en 1943, lors de la création de l'UNRRA.

- Au niveau des acteurs humanitaires, la Grande-Bretagne créée aussi en 1942, le Council of British Societies for Relief Abroad (COSBRA), réunit quarante organisations anglaises dont onze sont présentes en Europe continentale.

- Aux États-Unis est créé en décembre 1942 au sein du département d'État l'« Office of Foreign Relief and Rehabilitation Operations » (OFRRO), dont le président est Herbert H. Lehman, qui fuit ensuite le premier directeur de l'UNRRA[Note 1].

L'UNRRA est fondée le 9 novembre 1943 à Washington, lors d'une conférence réunissant les représentants de quelque 44 pays. Elle est prévue pour être une des agences composant les Nations-Unies (rappel : la  conférence de création de l'Organisation des Nations unies aura lieu à San Francisco, en juin 1945). À compter du débarquement des troupes alliées en juin 1944, elle est placée sous l'autorité de la Supreme Headquarters Allied Expeditionary Force.
La France, par l'intermédiaire du diplomate René Massigli, représentant du Comité national français de la France libre, salue la naissance de cet organisme, mais proteste devant le fait qu'elle ne soit pas représentée au Comité central de l'UNRRA. C'est Jean Monnet qui signera, avec ces réserves, l'acte final à Washington. Ce dernier obtient d'ailleurs la présidence du comité des finances et de l’approvisionnement. La contribution de la France est fixée à 4 %. 
Pendant que durent les combats, jusqu'en mai 1945, les tâches de l'UNRRA sont essentiellement des tâches de recherche et planification.

## Liquidation
À sa liquidation, fin décembre 1948, les domaines d'action de l'UNRRA se partagent entre plusieurs organisations nouvellement créées : pour la santé, l'OMS ; pour la culture et l'éducation l'UNESCO ; pour la reconstruction le plan Marshall ; pour l'aide au développement, la Banque mondiale et plus tard le PNUD. 
Concernant le sort spécifique des enfants, c'est le diplomate polonais Ludwik Rajchman qui argumente de la nécessité de transférer les fonds résiduels pour des actions en faveur d'enfants victimes de la guerre, lors du cinquième conseil d'administration de l'UNRRA à Genève, en 1946. Ce Fonds d'urgence international des Nations unies pour l'enfance devient permanent en 1953 sous le nom d'UNICEF.

## Galerie

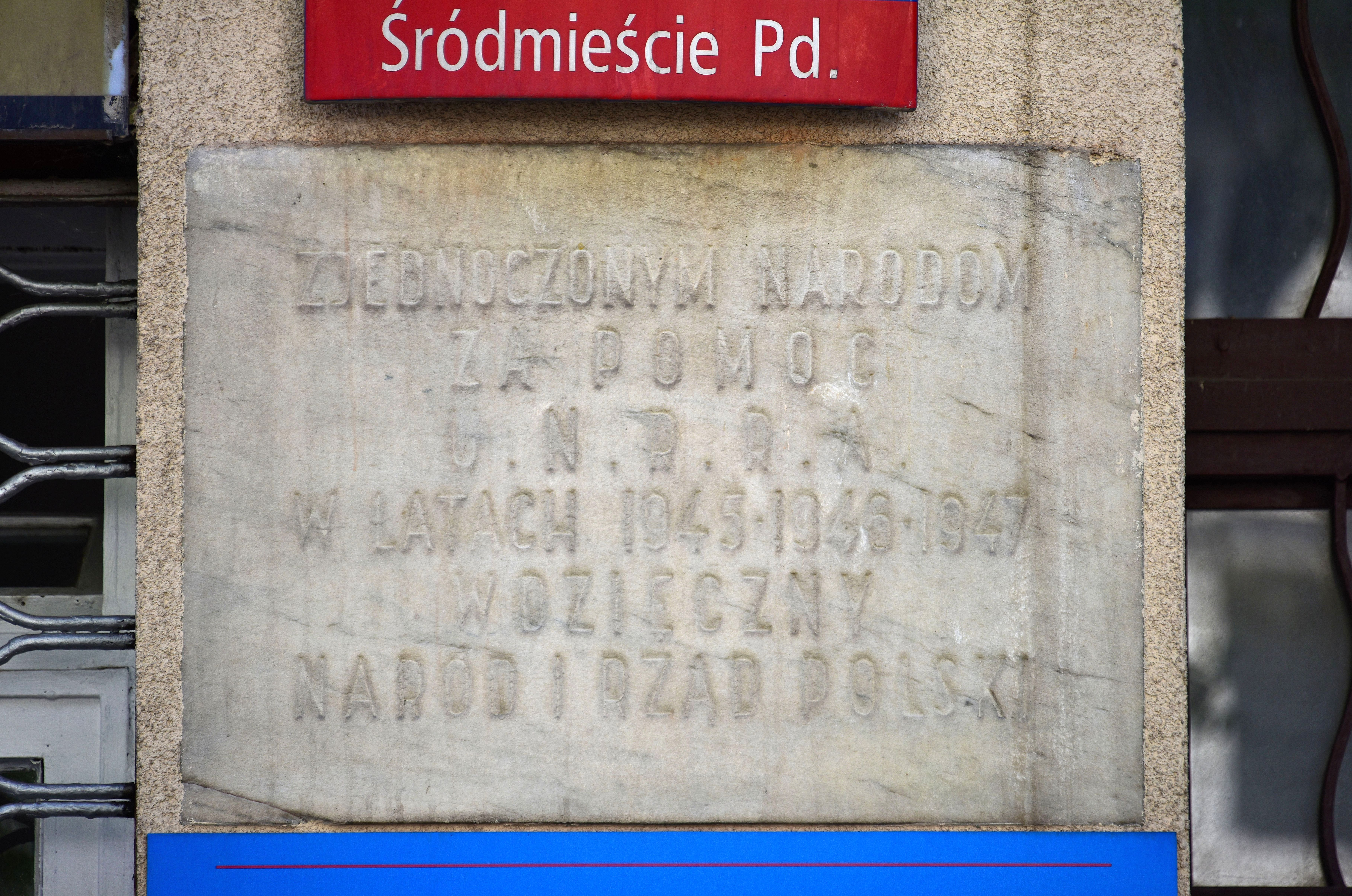
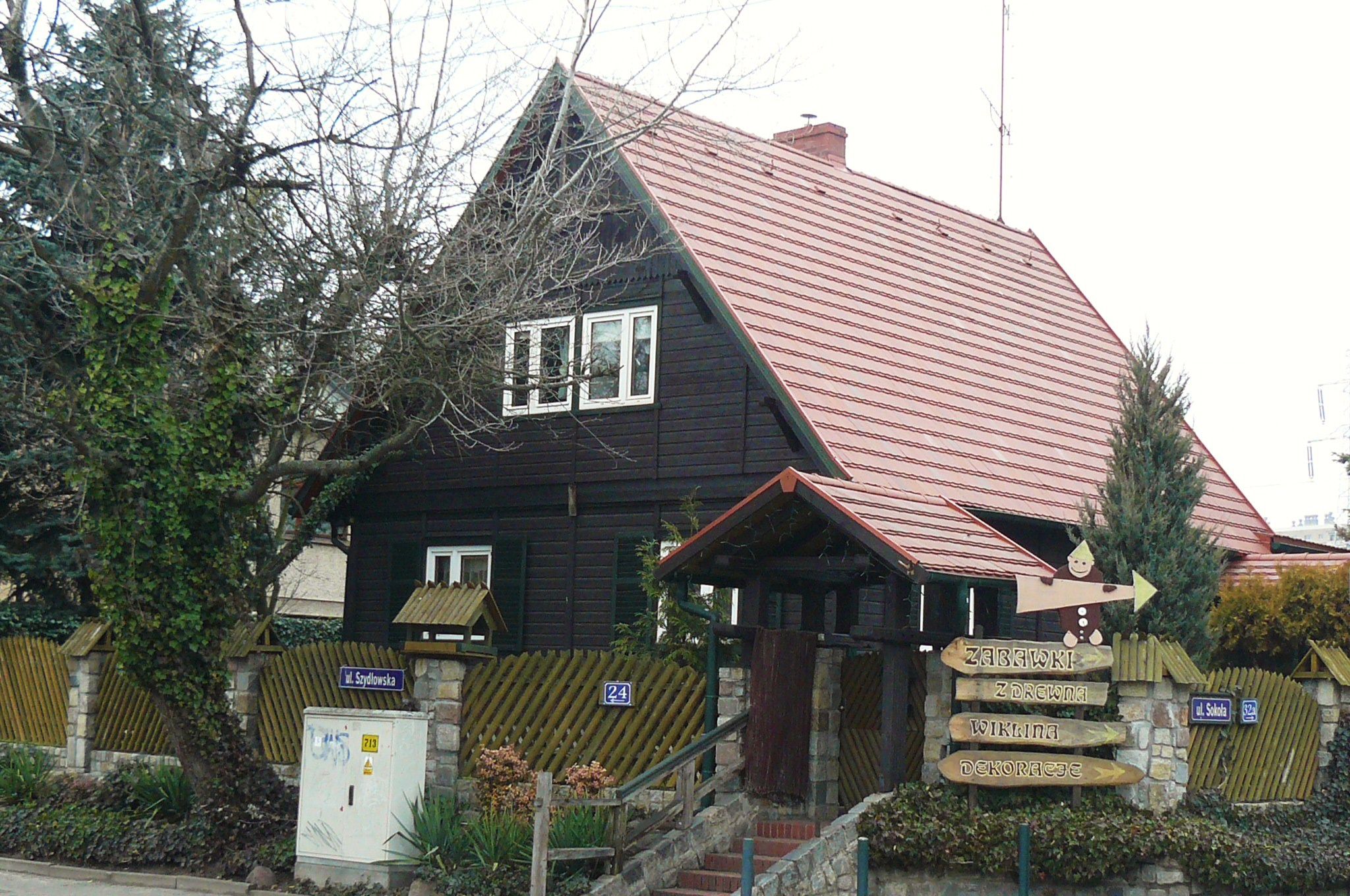
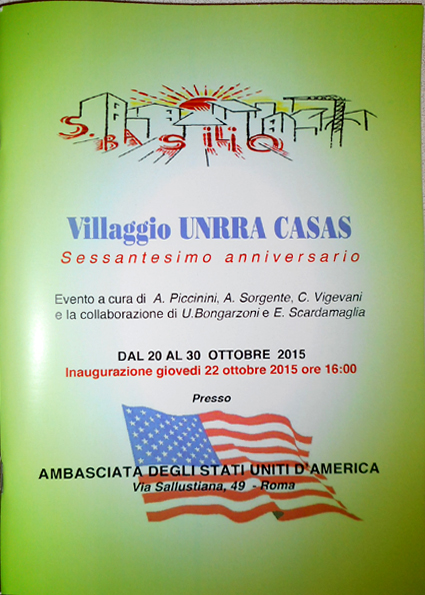
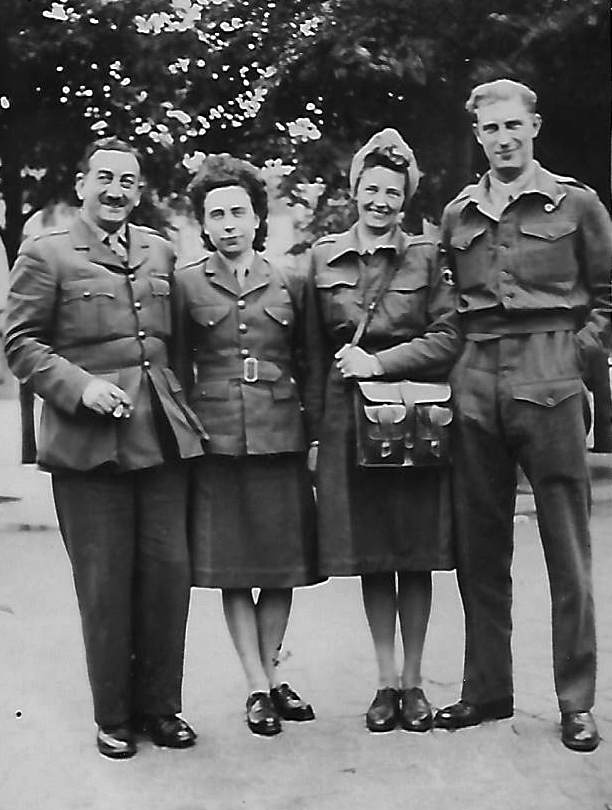
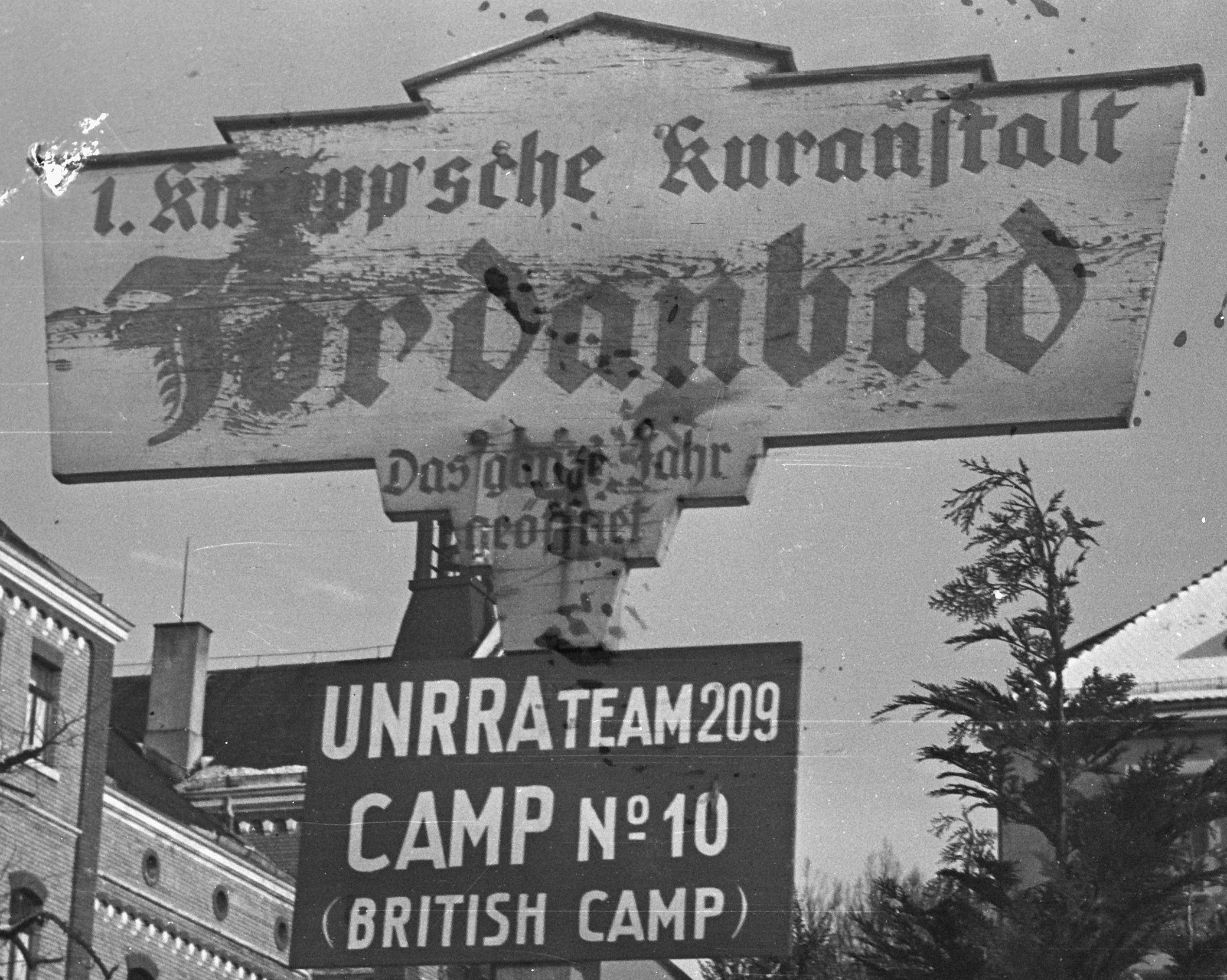
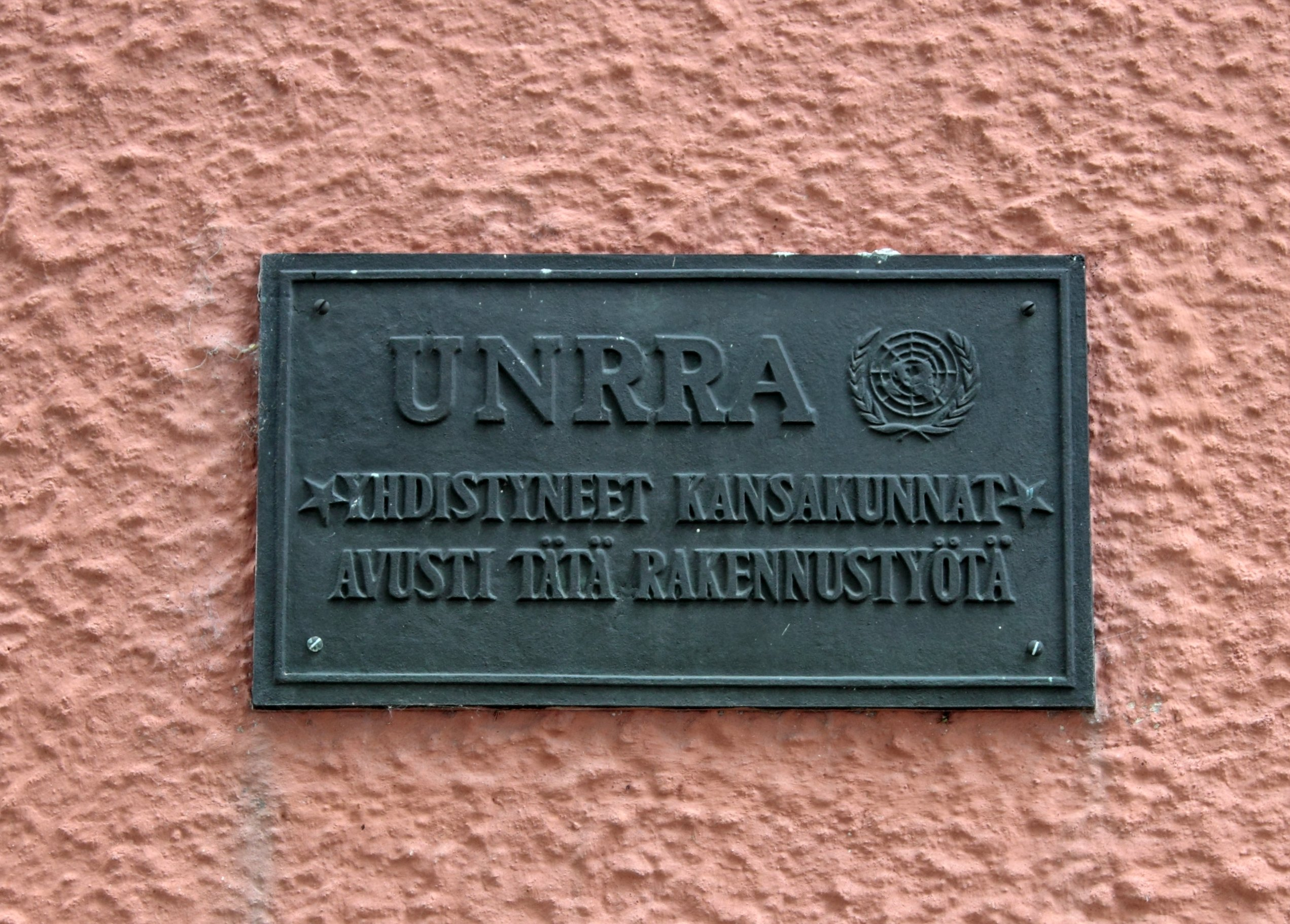
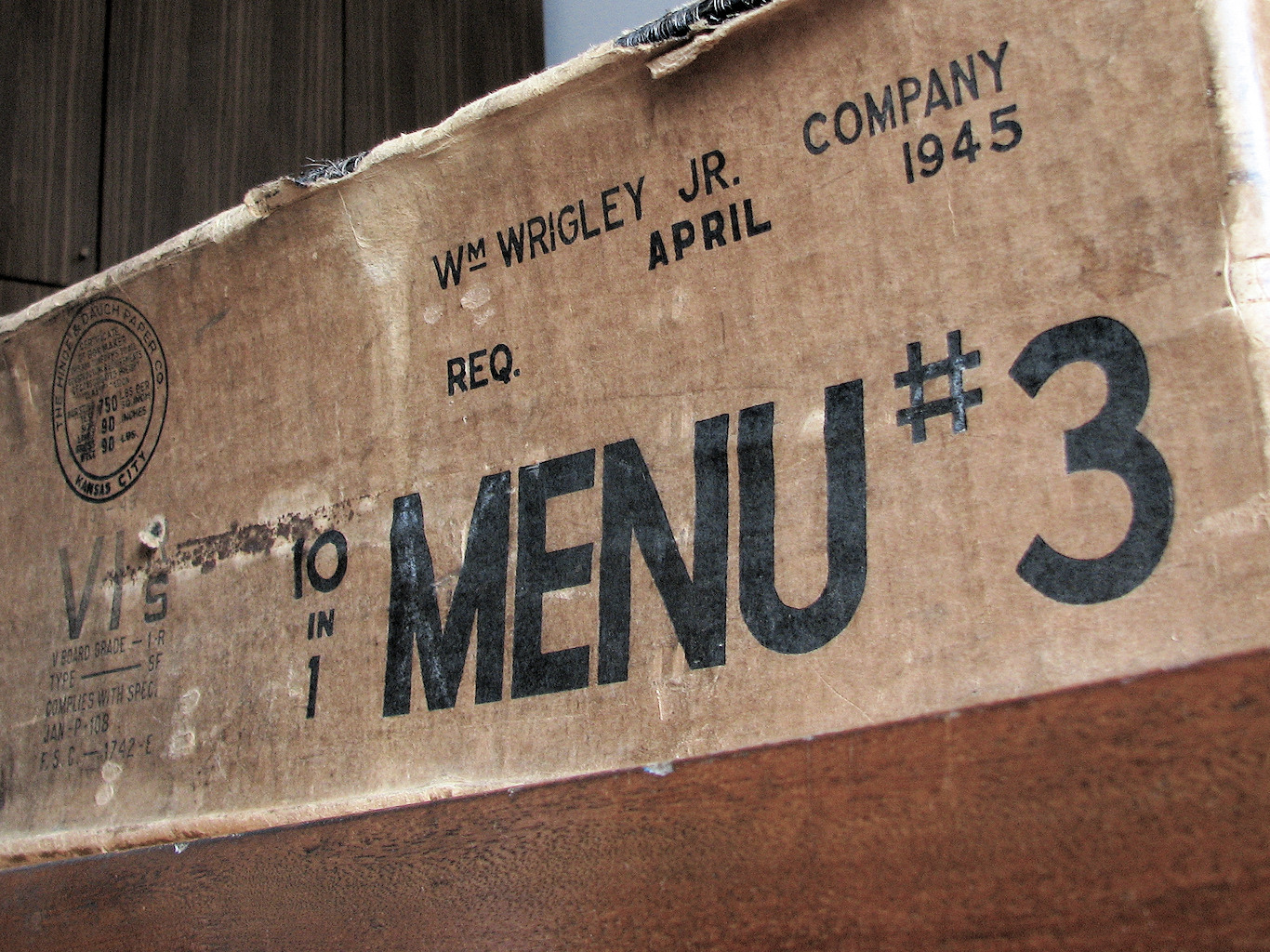
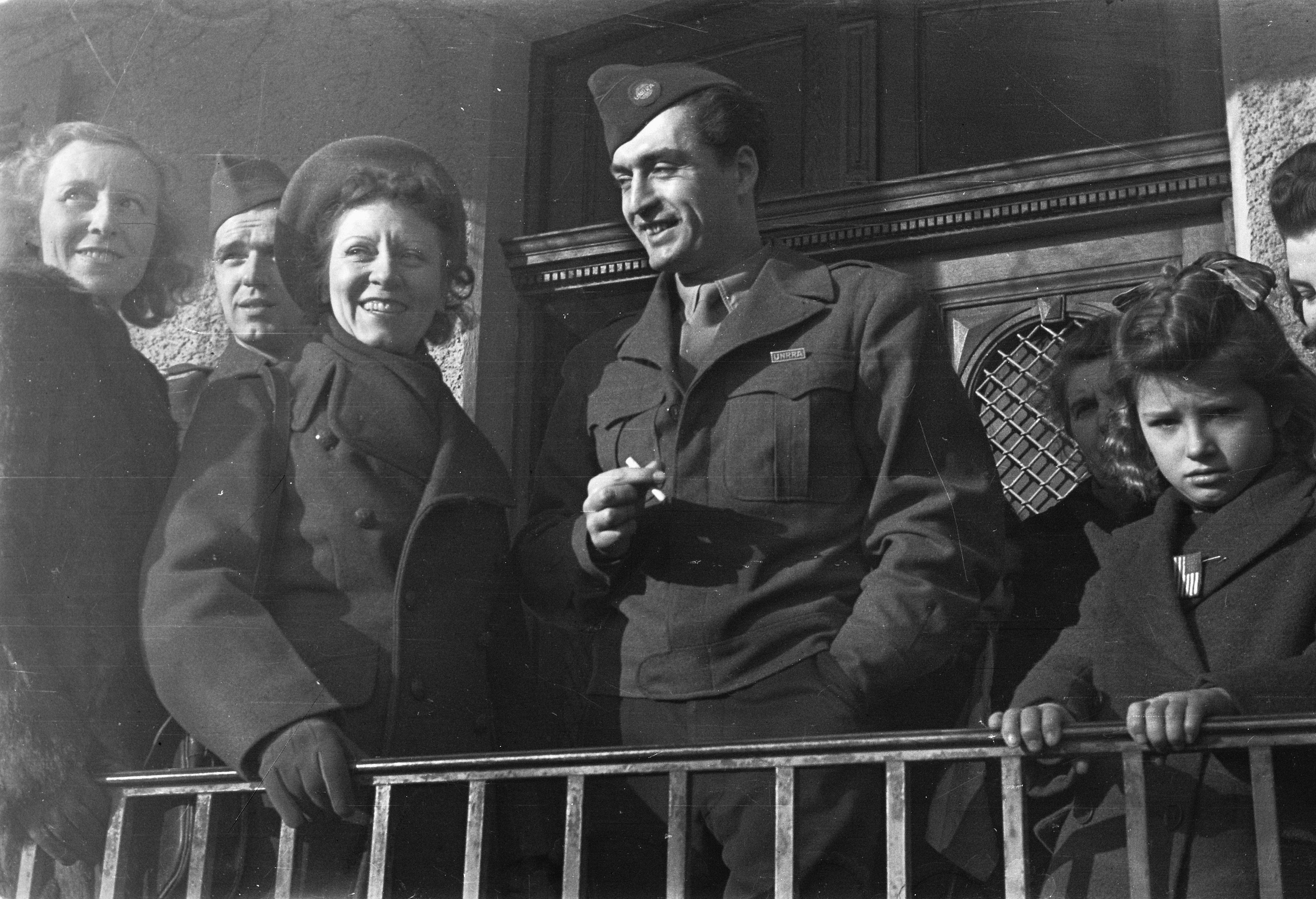
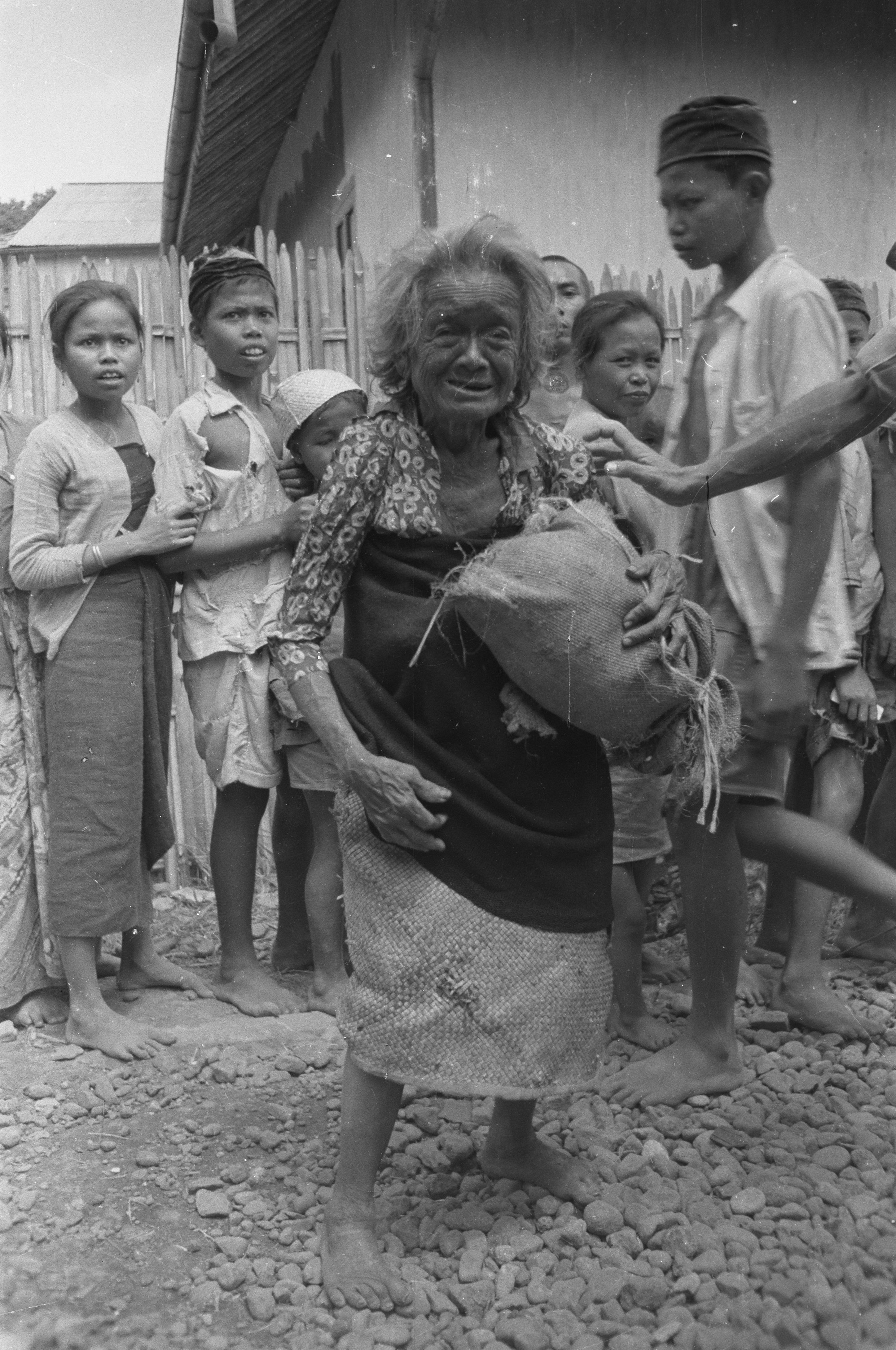
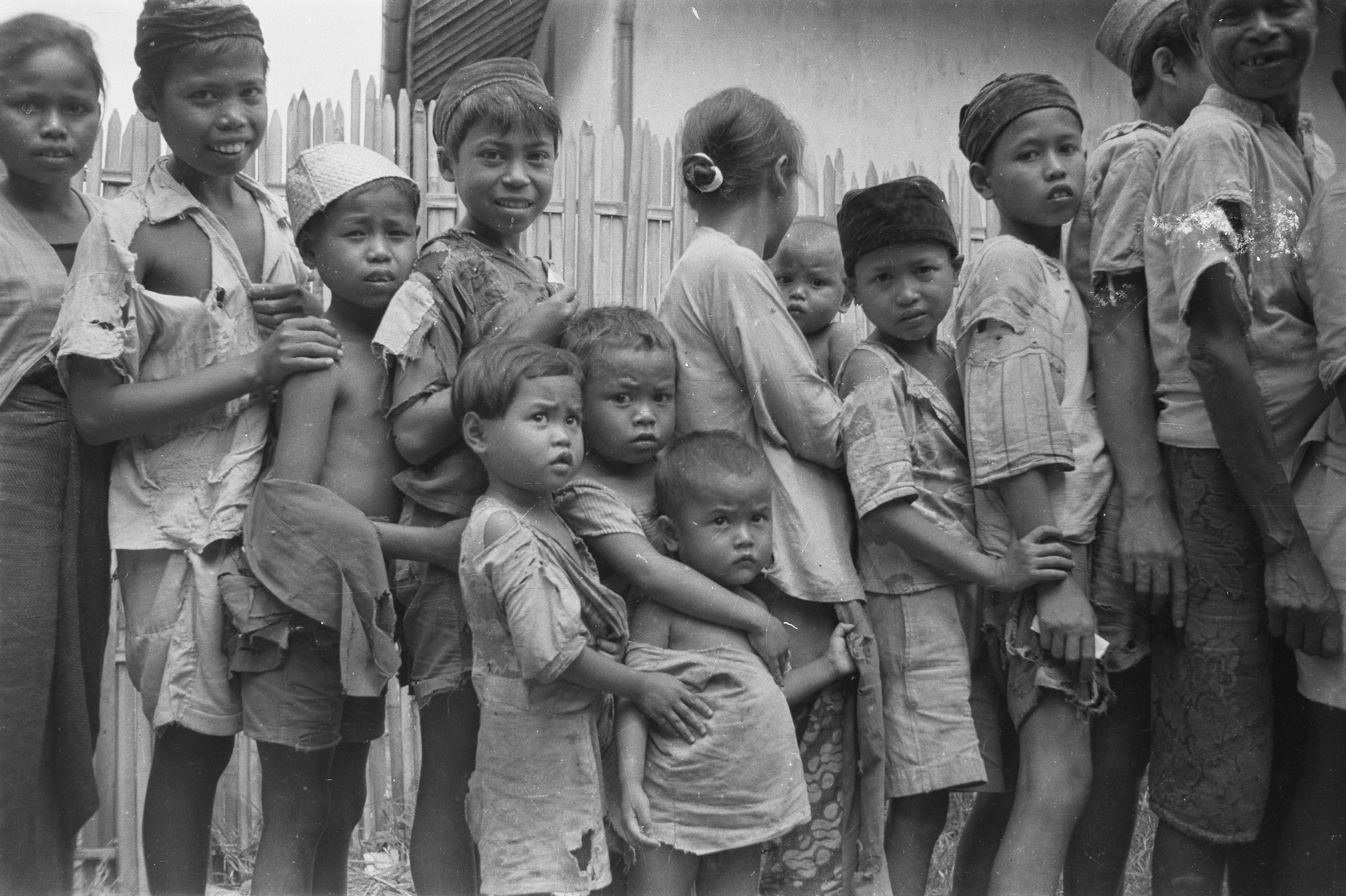
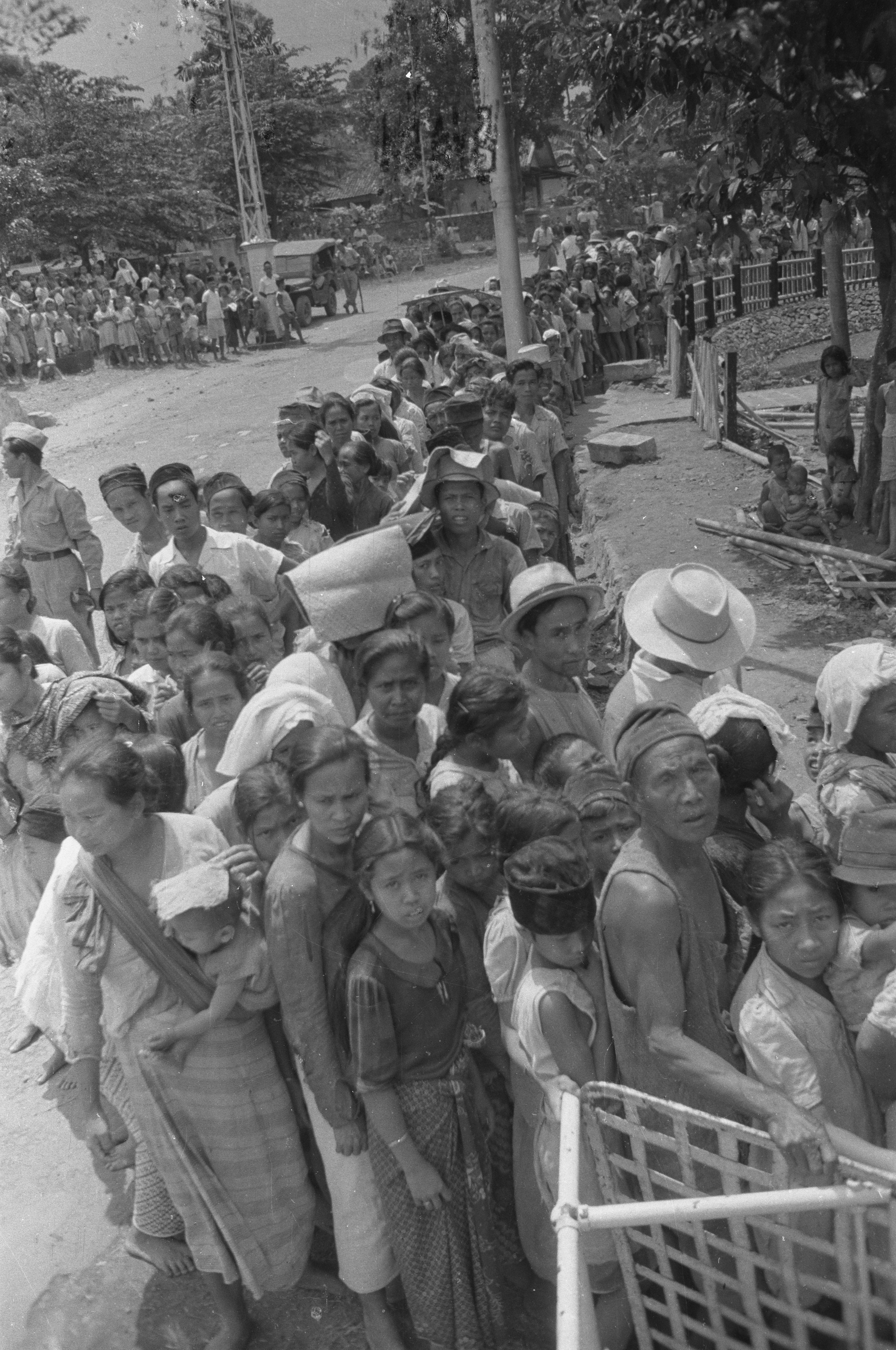
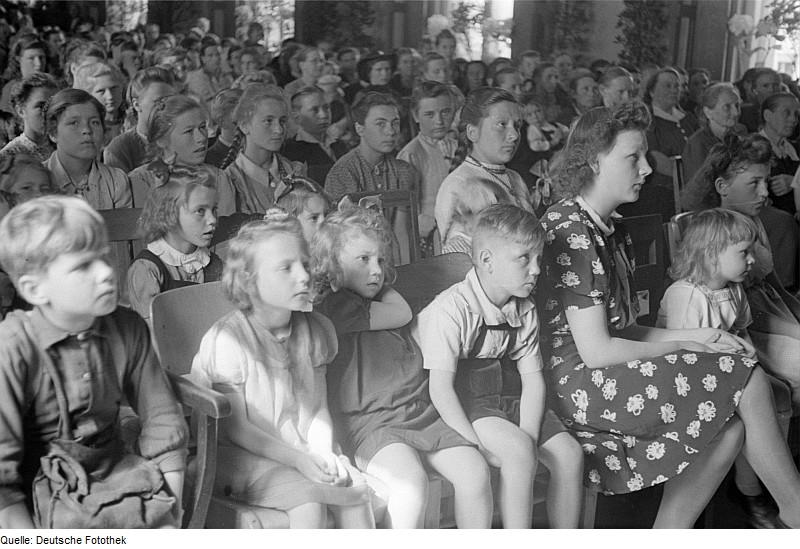
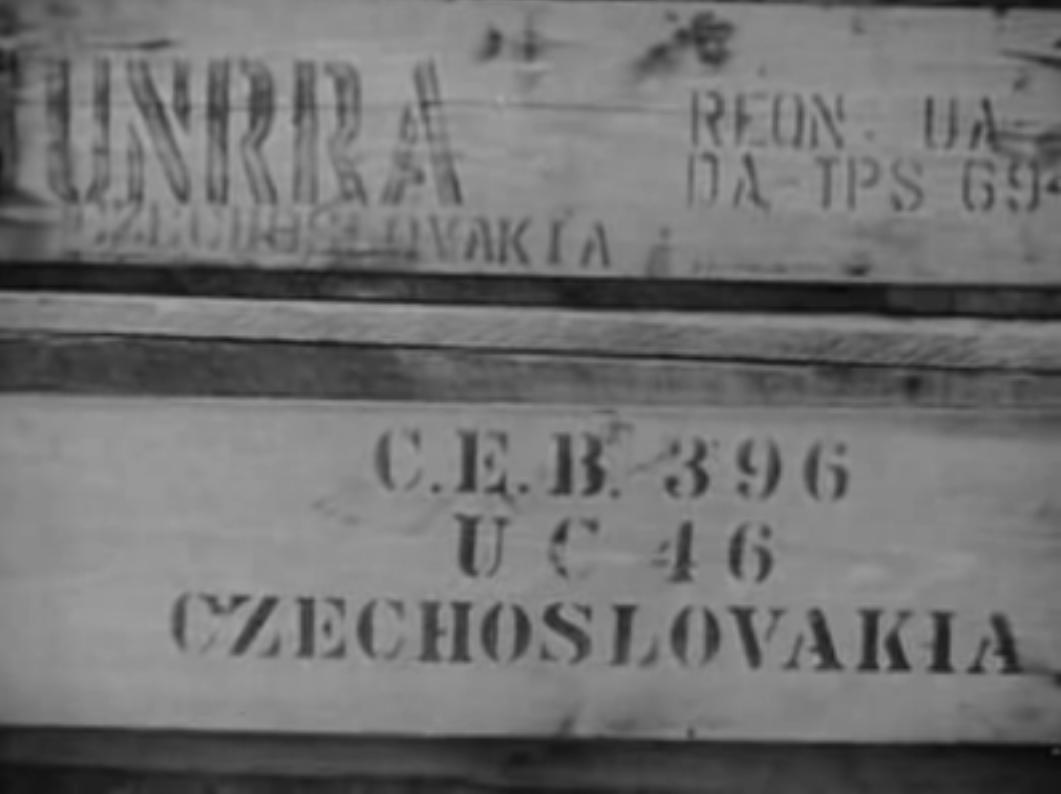

## Archives
Les archives de l'UNRRA sont aujourd'hui conservées au siège des Nations unies à New York (cote AG-018). Une copie sur microfilms existe à la bibliothèque de l'université Columbia, section « Livres rares et manuscrits ».